# Am386

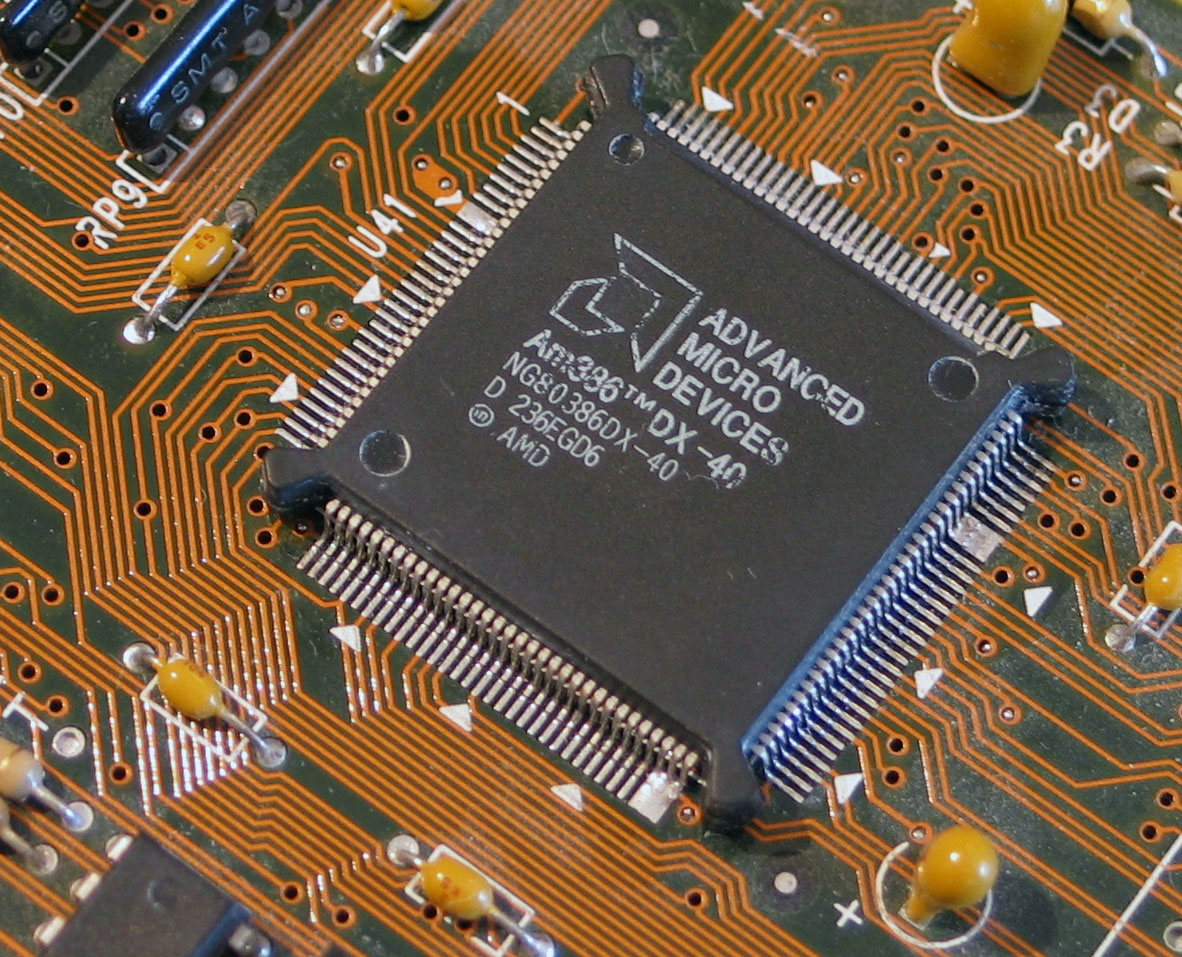
AMD Am386DX-40 CPU

Bộ xử lý trung tâm Am386 được AMD ra mắt vào năm 1991. Một CPU nhân bản tương thích-100% theo thiết kế của Intel 80386, được bán ra hàng triệu bản và đưa AMD đối thủ cạnh tranh hợp pháp của Intel, hơn là nguồn cung cấp thứ hai cho Intel x86.
Về cơ bản, trong khi CPU này đã sẵn sàng ra mắt vào năm 1991, Intel lại giữ chặt nó trong tòa án.  AMD trước đây đã trở thành nguồn sản xuất CPU thứ hai theo lối thiết kế của Intel, và sự giải thích của AMD về hợp đồng sản xuất đã cho thấy điều đó.  Dù thế nào thì Intel cho rằng hợp đồng đó chỉ để sản xuất 80286 và trước các bộ xử lý khác.  Sau vài năm trong phòng xử án, AMD đã thắng trong trường hợp này và có quyền bán CPU Am386.  This paved the way for competition in the CPU market and thus lowered the cost of owning a PC.
Trong khi thiết kể của Intel cho  386 có tốc độ 33 MHz, AMD ra mắt phiên bản 40 MHz cho cả 386DX và 386SX, mở rộng kiến trúc của nó. AMD 386DX-40 đã phổ biến với các nhà sản xuất nhỏ của các PC nhân bản và hợp với túi tiền của người yêu thích máy tính vì nó cho hiệu năng gần bằng 486 trong khi giá thấp hơn hẳn 486.
Ngoại trừ tốc độ đồng hồ cao hơn, hiệu năng được tạo ra là có thể bởi Am386DX-40 chạy ở chế độ front side bus tương đương với 40 MHz là tốc độ của bộ xử lý, trong khi bộ xử lý 486 nhanh nhất lúc đó chạy với tốc độ  33 MHz FSB. Bởi vì dòng DX của 386 sử dụng bus dữ liệu có chiều rộng như 486,  Am386DX-40 có bộ nhớ cao cấp và hiệu năng I/O có thể so sánh với rất nhiều dòng 486. Hiệu năng có thể tăng thêm với phần bổ sung rẻ tiền là bọ xử lý toán học 80387,mặc dù hiệu năng dấu phẩy động không thể bằng được 486DX. Hiệu năng số nguyên ở tốc độ 40 MHz gần với dòng 486 cấp thấp nhưng ít khi, nếu có, có thể vượt trội hơn bởi vì 486 nhiều thủ tục hơn trong mỗi vòng đồng hồ. Các CPU 486 được thừa hưởng rất nhiều lợi ích từ L1 cache. e Chip Am386DX-40 bán chạy, đầu tiên là địch thủ tầm trung, sau đó thu lời từ CPU.
Mặc dù CPU hoạt động không tốt trong Windows 95 do đòi hỏi bộ nhớ nhiều hơn và vi xử lý nhanh hơn, nó được bán vào cuối những năm 1990.  Nó được bán trên cùng một bo mạch chủ chỉ dành cho ai thích các ứng dụng dùng MS-DOS hoặc Windows 3.1x.